# Zwójkowate

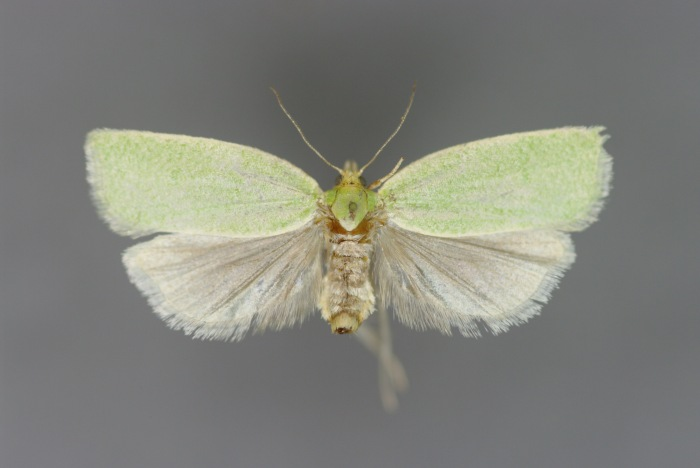
Zwójka zieloneczka

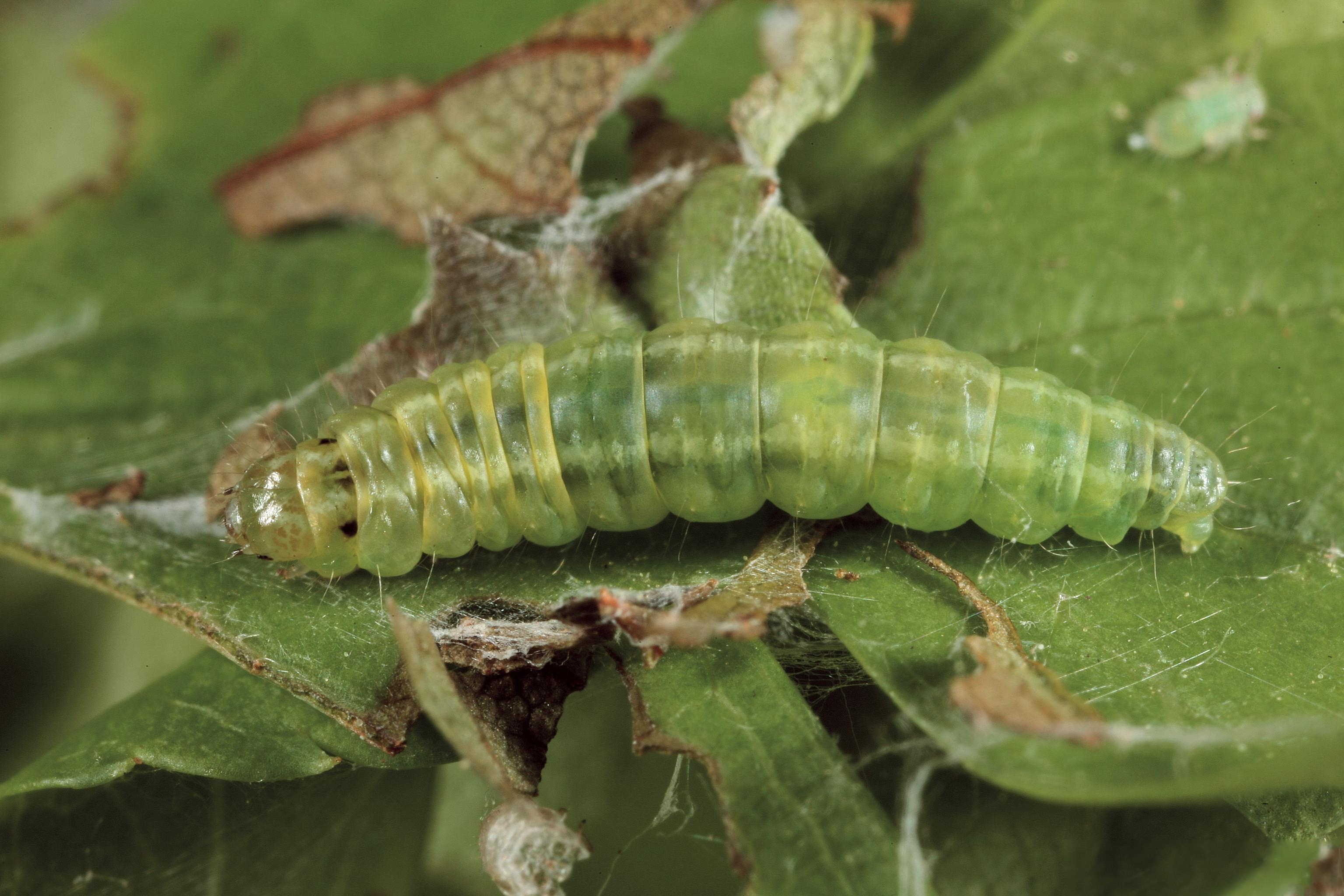
Gąsienica Neosphaleroptera nubilana

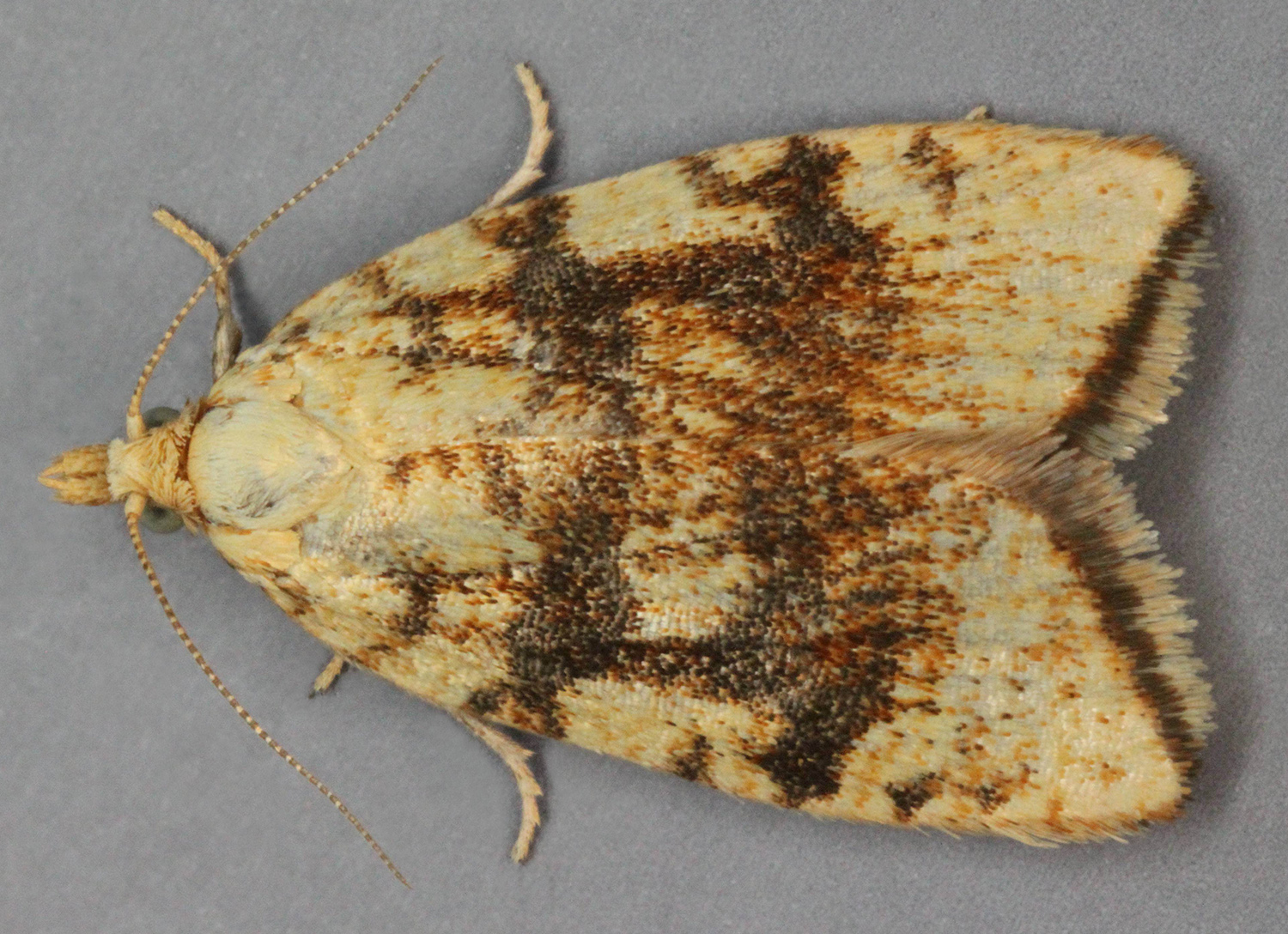
Aleimma loeflingiana

Zwójkowate, zwójki, zwójkówki (Tortricidae) – rodzina motyli z podrzędu Glossata i infrarzędu różnoskrzydłych. Obejmuje blisko 10 900 opisanych gatunków, z których niecałe 700 ma znaczenie ekonomiczne jako szkodniki roślin. Gąsienice prowadzą skryty tryb życia, żerując wewnątrz roślin lub schronień utworzonych z przędzy, zwiniętych liści czy też elementów podłoża. Dorosłe motyle są aktywne głównie po południu i wieczorem.

## Taksonomia
Rodzina ta umieszczana jest w monotypowej nadrodzinie Tortricoidea w obrębie Apoditrysia. Badania molekularne potwierdzają jej monofiletyzm, natomiast nie ma pewności co do jej najbliższych krewnych. Niektórzy autorzy wskazują tu Cossoidea.
W 2014 roku znanych było blisko 10 900 opisanych gatunków, sklasyfikowanych w 1111 rodzajach i 3 podrodzinach:
- Tortricinae (m.in. rodzaj Labidosa)
- Olethreutinae
- Chlidanotinae

## Opis
Głowa niewielka, na wierzchu grubo łuskowana, na dole czoła zaś łuski są przyległe, krótkie i skierowane ku górze. Narządy gębowe o dobrze rozwiniętej i bezłuskiej ssawce, zredukowanych głaszczkach szczękowych oraz ułożonych poziomo lub wyciągniętych ku przodowi, trójczłonowych głaszczkach wargowych z krótkim i tępym członem szczytowym. Na głowie obecne przyoczka i chaetosema. Skrzydła dobrze rozwinięte, wyjątkowo u samic zredukowane, w faunie polskiej rozpiętości od 10 do 36 mm. Przednie skrzydła wielu gatunków o silnie wygiętym przednim brzegu, który u samców w części przynasadowej często zawija się na górną powierzchnię formując zwinięcie kostalne, zwane też okładką kostalną. Ogólnie na deseń skrzydeł przednich składają się: plamka przynasadowa, przepaska środkowa i plamka zewnętrzna, jednak w szczegółach jest on przekształcony u różnych taksonów. Skrzydła tylne stosunkowo szerokie, mniej żywo ubarwione niż przednie. Strzępiny obecne na obu parach.
Narządy rozrodcze samców w szczegółach różnorodnie zbudowane. Edeagus z wezyką. Walwy zwykle dłuższe niż szersze, na brzusznym brzegu z silnie zesklerotyzowanym sakulusem, a u Olethreutinae także z kukulusem na zewnętrznych końcach. Pokładełko samic z płaskimi płatami, co jest jedyną apomorfią całej rodziny.

## Biologia
Należą tu monofagi, jak i polifagi, żerujące na rozmaitych roślinach. Gąsienice minują liście, żerują wewnątrz roślin (np. w pączkach czy owocach lub na zewnątrz nich, często ukryte w stworzonych przez siebie schronieniach. Schronienia te budowane są przy użyciu przędzy ze zwiniętego liścia, a nawet kilku liści. Rzadziej budowane są na powierzchni gruntu, z piasku, żwiru lub odpadków pożywienia. Niekiedy młodsze gąsienice żerują inaczej niż starsze. Przepoczwarczenie następuje najczęściej w miejscu żerowania, rzadziej poza nim. Imagines są zwykle aktywne po południu i wieczorem.
W Polsce zwójkowate wydają od 1 do 3 pokoleń rocznie. Spotykane są od lutego do pierwszych przymrozków.

## Rozprzestrzenienie
Rodzina kosmopolityczna. W Polsce stwierdzono występowanie 452 gatunków, co czyni ją najbardziej różnorodną gatunkowo rodziną motyli w tym kraju (stan na 2011 rok) (zobacz: Zwójkowate Polski).

## Znaczenie
Wiele gatunków uznawanych jest w leśnictwie i sadownictwie za szkodniki. W tym kontekście wymienia się 687 gatunków zwójkowatych, co stanowi trzecią pod tym względem liczbę wśród rodzin motyli.
W Polsce do najbardziej znanych szkodników należą: owocówka jabłkóweczka, której gąsienice żerują w jabłkach, żerująca na dębach zwójka zieloneczka oraz deformująca pędy sosen zwójka sosnóweczka (Rhyacionia buoliana).